# 定期存款
定期存款，是指存款人将现金存入在银行机构开设的定期账户内，事先约定以固定期限为时间，以高于活期存款的利率获得回报，期满后可领取本金和利息的一种存款形式。如果存款人未满约定期限的时候提取定期存款，银行通常会將利息予以折扣後發給儲戶或是按照活期存款的方式来处理这笔业务。在低利時代，大額定存可能會有較低的利率。储户在需要领取大额存款之前，往往会被要求提前一天就通知银行申请预约提取，以备银行准备足够的现金予以支付。

## 類別
定期存款的单据，通常有「定期存单」和「定期存折」两种。

### 整存整取
是定期存款的一种，指约定存期，整笔存入，到期一次支取本息的一种存款。

### 分期付息
是定期存款的一種，指約定存期，整筆存入，並每月支取本息一種存款。

### 零存整付
是定期存款的一種，較少人使用，只約定存期，每月固定收取一定金額做為存金，到期後再一次支付本息。

### 整存零付
是定期存款的一種，較少人使用，和「零存整付」相反，整存零付是一次先存入一筆金額，再按月領取本金加利息。

## 外部連結
- 各國定存利率整理表（页面存档备份，存于）（英文）
- 港元與外幣定期存款利率參考: aabest.com （页面存档备份，存于）